# 의무박사
의무 박사(영어: Doctor of Medicine; M.D.; MD, 라틴어: Medicinae Doctor)는 미국의 전문박사 학위 중 하나이다. 의료계통 전문직관련 정보에서 항상 미국을 강조하는 것은 의료전문직의 개념과 활동을 미국이 전부 이끌어가고 있기 때문에 다른 나라는 따를 수 밖에 없기 때문이다. 미국의 의학전문대학원(medical school)을 4년 이수하고 졸업시 받는 학위이다. 이것은 미국에서 의전원 정규 교과 과정을 이수하면 자동으로 받는 졸업학위이다.
대한민국에서는 의사 면허 보유자를 M.D.라는 약식 표기("Medical Doctor"의 약식)로 쓰며, 의사 면허를 가진 의학박사는 M.D.-Ph.D.(Medical Doctor, Philosophiae Doctor)로 소개한다. MD-PhD는 주로 대학병원에서 근무하는 대학교수로, 진료 뿐만 아니라 연구를 하기 때문에 의사과학자로 칭하기도 한다.
영어권에서 "닥터(Doctor)"라고 하면 일반적인 의사를 지칭하는 반면 대한민국에서 "아무개 박사"라고 하면 의학 Ph.D.가 있는 교수급 의사를 뜻한다. 그러나 대한민국에서 "닥터 아무개"라고 했을 때는 일반적인 의미로의 "의사선생님"으로 해석하는 경우가 대부분이다.
번역상의 혼동을 막기 위해 일반대학원을 졸업하면 ~석사, ~박사라고 부르고, 전문대학원을 졸업하면 ~전문석사, ~전문박사로 규정한다. 야간이나 주말 등에 수업하는 특수대학원(박사과정 없음)의 경우도 ~전문석사라고 부르며, 전문직업 자격증과 무관한 전문대학원(영상전문대학원, 사회복지전문대학원 등)을 졸업한 경우에도 "~전문"이라고 붙인다. 이러한 전문대학원의 경우는 세세한 전공분야를 붙이기도 한다. 의전원 졸업자는 의무박사(MD), 법전원 졸업자는 법무박사(JD)로 통칭한다.

## 국가별 학위

### 대한민국의 의학 학사, 의무 석사 MD
대한민국에서 고등학교를 졸업하고 6년제 의대를 졸업하면 의학 학사 학위를 받고, 대학교를 졸업하고 의학전문대학원을 진학하면 의무 석사 학위를 받는다. 그러나 둘 다 영어로는 MD 학위이다. 대한민국에서 일반대학원의 석사(master) 학위는 의학 석사라고 부른다.

대한민국에서 한국식 의학박사(일반대학원 의학과 졸업)를 따로 받은 의사들은 Ph.D.라고 기재 된다. 의전원 설립 시 의무박사 학위를 주고자 했으나 의료계에서 학술박사학위 진학율 저하를 이유로 거부했다. 현재는 의무 전문석사(MD) 학위가 수여된다. 이는 법학전문대학원의 법학 전문석사(JD; juris doctor) 학위 수여와 비교하여 생각해 볼 문제이다.
참고로 일반대학원 의학과에는 비의대출신도 진학할 수 있으며, 의전원이 아니므로 의사면허와는 무관한 학술연구를 위한 과정이다. 의학과는 임상과와 기초과로 나뉘며 임상과는 내과, 소아과, 정형외과 등 흔히 아는 진료과목명으로 구성되며, 기초과는 해부, 병리, 약리 등 진료와 무관한 기초의학 분야로 구성된다. 의사는 임상과로 진학이 일반적이나 여러 이유로 기초과를 가는 경우도 많다. 의사가 아닌 경우 기초과로 진학하나 간혹 연구를 이유로 임상과로 가는 경우도 있다. 당연히 의사면허와는 무관하다.
의무 석사나 법학 전문석사는 전문석사 학위라 학술 학위와 다르게 졸업 논문을 쓰지 않는다.
- 의무 석사(1)

차의과학대학교

#### 대한민국의 의학 박사 Ph.D.
대한민국이나 일본의 의학박사(Ph.D.)는 의대 졸업자뿐 아니라 일반학부 졸업자들이 의학계열 일반대학원에 입학하여 연구를 통해 논문을 제출하여 받을 수 있는 연구학위이다. 따라서 대한민국이나 일본에서 의학박사를 받아도 의사면허시험에는 응시할 수 없다.
미국의 경우 의대졸업자들 중 졸업 후 일반대학원에서 Ph.D.를 추가로 받는 경우는 거의 없으며 극소수의 엘리트들이 정부장학금(NIH에서 지원)을 받고 2(기초의학수업)+4(기초의학연구)+2(임상의학수업)의 총 8년간 의학교육을 받으면 졸업시 M.D.와 Ph.D.학위를 동시에 받게된다. 이런 구조가 가능한 이유는 미국의 의대에서는 교수직에 지원하는데 Ph.D.가 의무사항이 아니기 때문이다. 오히려 개별 분과학회인정 전문의자격이 중요하다. 미국의 이런 시스템은 로스쿨도 마찬가지로서 변호사과정 졸업학위인 JD만 있으면 교수직에 임용될 수 있으므로 부가적인 연구학위를 취득하는 경우는 거의 없다. 대한민국 정부도 의사로서 의과학자를 양성하고자 MD/PhD 복수과정을 만들었으나 경제적 보상의 차이와 복수과정 졸업자의 경쟁우위가 크지 않다는 점이 걸림돌이다.
특기할 만한 사실은 미국의 의대에서는 PhD를 기초의학부문에서만 수여하고 임상의학부문에서는 주지 않는다는 것이다. 따라서 내과나 소아과등 개별임상과 교수들이 Ph.D.를 받고 싶어도 받을 방법도 없다. PhD를 얻으려면 생화학이나 미생물등의 기초의학으로 복귀하여 연구해야하는 것이다. 미국에서는 의사들의 연구쪽으로의 진로 전환을 장려하느라 MD학위만 갖고도 NIH등의 정부연구기관에서 post doc의 신분으로 연구할 수 있게 해준다. 연구트레이닝을 별도로 받지 않아도 좋은 성과를 내는 MD가 많은 것은 애초에 MD들이 미국내에서도 최우수 인재풀이기 때문이다. 반면에 대한민국에서는 기초의학계열은 물론이고 모든 임상과에서 개별적으로 Ph.D.를 수여하기 때문에 학위가 임상의사들에게 남발되는 경향이 있다. 이것은 일본에서도 마찬가지로서 애초에 의국을 중심으로 한 의사 양성 제도 자체가 일본에서 건너온 것이기 때문이다.

### 일본의 MD와 Ph.D.
일본 의학과의 M.D.와 Ph.D. 학위도 대한민국과 비슷하다.

### 미국의 의무 전문석사 MD
미국은 대졸자만 입학 가능한 의학전문대학원에서 MD 학위만 수여하며, 학부 과정의 의학과가 없다.

## 기타 전문석사, 전문박사 학위

### 법학 전문석사, 법학 전문박사
현재 한국의 법학 전문대학원에서는 법학 전문석사(JD) 학위와 법학 전문박사(SJD) 학위를 수여하고 있다. 법학 전문석사 학위는 의학의 의무 석사(MD) 학위와 동일하게 미국의 학위를 국내에 도입해서 만든 것이다.

### 치의학 전문석사
미국에서 치과전문대학원을 졸업하면 D.D.S. (Doctor of Dental Surgery) 혹은 D.M.D. (Doctor of Medicine in Dentistry)란 학위를 받고 치과의사가 된다(둘다 명칭만 다를뿐, 같은 학위다.). 직역하면 치의학 전문박사이다.

### 수의학 전문석사
미국에서 수의과전문대학원이나 수의학부를 졸업하면 DVM(Doctor of veterinary medicine) 또는 VDM(The Veterinariae Medicinae Doctoris로 University of Pennsylvania에서만 수여됨.)이란 학위를 받고 수의사가 된다. 직역하면 수의학 전문박사이다. 수의학박사라고 할 경우 학술학위이다.

### 약학 전문석사
미국에서도 과거에는 4년제 학부를 졸업하면(Bachelor of Science in Pharmacy) 약사가 될 수 있었으나 임상교육이 강조되면서 6년제(실질적으로는 메디컬스쿨처럼 4+4로 운영)로 전환되면서 졸업시 주는 학위명을 MD의 약사버전인 Pharm.D.로 바꾸었다. (Doctor of Pharmacy) 이것을 한국어로 직역하면 약학전문박사가 되기 때문에 의학박사의 경우와 마찬가지로 Ph.D. in pharmacy, 즉 종래에 대한민국과 일본에서 연구논문 제출자에게 수여하던 "약학박사"와 개념적 혼란을 일으킨다.

## 같이 보기
- 철학박사 (Ph.D.)
- 의사
- 전문 학위
- 법무박사
- 의학 및 철학 박사 (MD–PhD)
- 경영학 전문석사 (MBA)
- 의학 석사 (Master of Medicine)
- 의학 박사
- 의예과 (pre-med)
- 의학 학사, 외과 학사 (Bachelor of Medicine, Bachelor of Surgery, BMBS)
- 정골 의무 박사